# Conflicto armado interno de Colombia desde 2018
Sexta y actual etapa del Conflicto armado interno de Colombia durante las administraciones de Iván Duque (2018-2022) y Gustavo Petro (2022-2026), que tiene como actores al Gobierno de Colombia, la guerrilla Ejército de Liberación Nacional (ELN) y las disidencias de las FARC-EP o Grupos Armados Organizados Residuales (GAOR), la disidencia del EPL o Los Pelusos (se le considera una Bacrim o GAO por dedicarse exclusivamente al negocio del narcotráfico), los Grupos Armados Organizados (GAO), como el grupo paramilitar del Clan del Golfo o Autodefensas Gaitanistas de Colombia, Los Caparros, Los Rastrojos, la Oficina de Envigado, entre otros, como los Grupos Delincuenciales Organizados (GDO).
Esta etapa se caracteriza por ser posterior a los gobiernos de Álvaro Uribe Vélez (2002-2010), Juan Manuel Santos (2010-2018), donde se presentaron la desmovilización de las Autodefensas Unidas de Colombia (AUC) en 2006, y de las Fuerzas Armadas Revolucionarias de Colombia - Ejército del Pueblo (FARC-EP) en 2016, tras el Acuerdo de paz entre el gobierno colombiano y las FARC-EP. Además de los diálogos de paz con el ELN en los periodos de Álvaro Uribe Vélez, Juan Manuel Santos, suspendidos en el periodo de Iván Duque y actualmente en el Gustavo Petro. Además se realizan diálogos de paz con las Disidencias de las FARC-EP y otros Grupos Armados Organizados (GAO), en el marco de la Ley 2272 de 2022 denominada como la 'paz total'.
En el gobierno de Iván Duque se registra un recrudecimiento del conflicto, principalmente, en los territorios dejados por las estructuras de las FARC-EP y tomados por el ELN, las disidencias de las FARC-EP que no se acogieron al acuerdo de paz o abandonaron el mismo, los grupos armados organizados como el Clan del Golfo o Autodefensas Gaitanistas de Colombia, Los Caparros, Los Pelusos (Disidencias del EPL), entre otros grupos que buscan controlar los negocios ilegales, como el narcotráfico (incluso con la llegada de los carteles mexicanos)y la minería ilegal. Se presentan en esta etapa un aumento en las masacres, asesinatos selectivos  hacia líderes sociales y excombatientes, y en los desplazamientos forzados.
Se presentan movilizaciones sociales en el gobierno de Iván Duque: las protestas en Colombia de 2019-2020 y posteriormente las protestas en Colombia de 2021.

## Gobierno de Iván Duque (2018-2022)

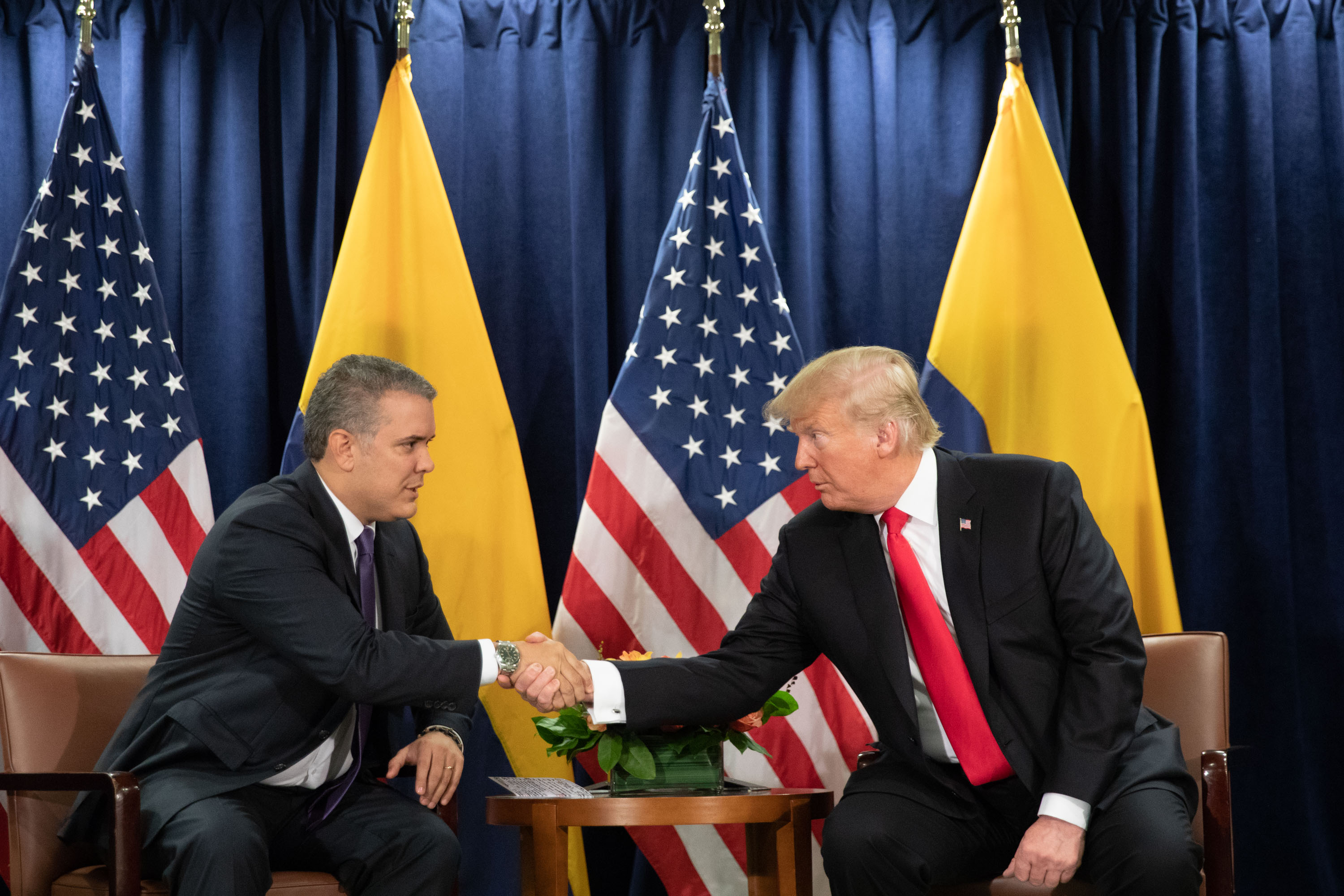
Iván Duque con el presidente de Estados Unidos, Donald Trump, en septiembre de 2018.

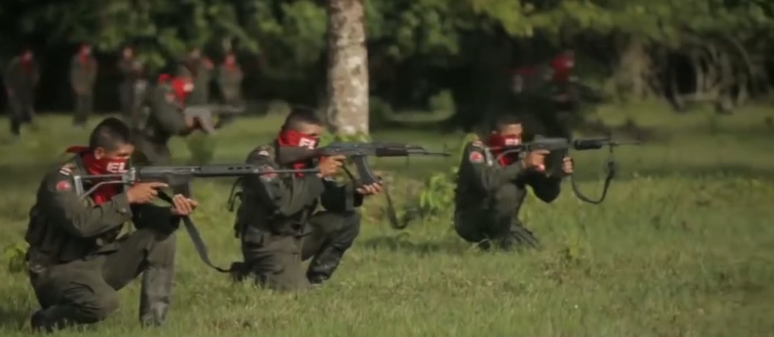
Guerrilleros del ELN en 2019.

Iván Duque Márquez llega a la presidencia de la república gracias al respaldo dado por el expresidente Álvaro Uribe y su partido Centro Democrático, obteniendo mayorías en el Senado en las elecciones legislativas de 2018. Iván Duque gana en segunda vuelta presidencial las elecciones de 2018 ante Gustavo Petro.  Duque propuso modificar los Acuerdos de paz del gobierno con las FARC-EP pero son rechazadas por el Congreso y la Corte Constitucional las objeciones de la presidencia a la Jurisdicción Especial de Paz (JEP), tribunal especial creado para juzgar y castigar a los partícipes del conflicto armado. Duque dejó de reconocer a Venezuela como uno de los países garantes en el proceso de paz con el ELN con el ELN y reclama a Nicolás Maduro por la crisis en Venezuela, además Colombia hace parte del Grupo de Lima que no reconoce a Maduro como presidente si no a Juan Guaido. En 2021 se anuncia la compra de 24 aviones de combate para la Fuerza Aérea Colombiana.

### Guerra con el ELN y Disidencias de las FARC-EP
La presencia histórica del ELN en la frontera y en Venezuela El 21 de diciembre de 2018 fue abatido 'Guacho' de las Disidencias de las FARC-EP,en la Operación David en Tumaco (Nariño) responsable por narcotráfico y el asesinato de ciudadanos ecuatorianos.  Presencia de los cárteles de la droga de México (Sinaloa y Jalisco Nueva Generación), en Colombia para intentar apoderarse de la cadena de producción del narcotráfico. El 17 de enero de 2019, el ELN realiza un atentado contra la Escuela de Cadetes de Policía General Santander: 23 muertos y 100 heridos. Por lo cual son reactivadas las órdenes de captura a los negociadores del ELN y fin del proceso de paz. Cuba y Noruega, dos de los países garantes del proceso, manifestaron que respetarán los protocolos pactados entre el gobierno y el ELN en caso de rompimiento de los diálogos y que no implican entregar a los negociadores de paz del ELN. El 3 de febrero fue abatido 'Rodrigo Cadete' de las Disidencias de las FARC-EP Frente Primero. El 29 de agosto, en un vídeo los exmiembros de las FARC-EP 'Iván Márquez', 'Jesús Santrich', 'Romaña' y 'El Paisa', entre otros, manifiestan la creación de un grupo de Disidencias de las FARC-EP llamado Segunda Marquetalia, debido a los incumplimientos del gobierno con los Acuerdos de paz y las investigaciones hacia estos por presunto narcotráfico. Son expulsados de la Jurisdicción Especial de Paz (JEP) y del partido político Fuerza Alternativa Revolucionaria del Común, reactivadas las órdenes de captura y de las circulares rojas de Interpol. Las Disidencias de las FARC-EP se enfrentan entre sí, en varias regiones del país como el Cauca, Huila y Nariño entre la Segunda Marquetalia, el Frente Carlos Patiño y el Frente Primero de Gentil Duarte. El 31 de agosto abatido 'Gildardo Cucho' de las disidencias de las FARC-EP y 7 menores de edad, después se establece serían 18 en San Vicente del Caguán(Caquetá), por lo cual ante las denuncias de la Defensoría del Pueblo y en el Congreso se lleva a cabo una moción de censura contra el ministro de defensa Guillermo Botero quien finalmente renuncia el 6 de noviembre.  El 10 de enero de 2020 el ELN realizó un atentado a una base de la Fuerza Aérea Colombiana en Yopal (Casanare). El ELN realiza un Paro Armado a nivel nacional del 14 al 17 de febrero. Para abril el ELN anuncia un cese al fuego unilateral. El 26 de octubre abatido 'Uriel' comandante del Frente Occidental del ELN. El conflicto se mantiene en varias regiones del país, con secuestros, capturas, masacres y enfrentamientos.  En marzo y abril se registraron enfrentamientos en Apure entre las disidencias de las FARC-EP y las Fuerzas Armadas de Venezuela, generando desplazamientos. Varios militares han sido secuestrados por las disidencias y el ELN entre ellos un coronel del Ejército Nacional. En Venezuela abatido Jesús Santrich, de la disidencia de las FARC-EP Segunda Marquetalia. En junio, las disidencias de las FARC-EP del Frente 33, realizan el atentado contra la brigada 30 del Ejército Nacional en Cúcuta y atacan helicóptero donde se movilizaba el presidente.  El conflicto continúa en varias regiones del país. El 30 de noviembre de 2021 Estados Unidos retira a las FARC-EP de la lista de organizaciones terroristas e incluye a las Disidencias de las FARC-EP en la misma. Para el 5 de diciembre habrían sido abatidos en Venezuela durante enfrentamientos entre disidentes Hernán Darío Velásquez y Romaña miembros de la Segunda Marquetalia. En 2022 se presentan enfrentamientos en Arauca entre el ELN y disidencias de las FARC-EP. En abril de 2022, se presenta un operativo en Puerto Leguízamo (Putumayo), que dejó 11 muertos, y denuncias de falsos positivos. Abatidos en mayo, Gentil Duarte en Venezuela; y en junio abatido Leider Johani Noscue 'Mayimbú' en Suárez (Cauca).

### Guerra con los GAO
En la región del Bajo Cauca en Antioquia y en Córdoba, desde 2018 una guerra entre el Clan del Golfo y su grupo disidente el GAO Los Caparros, sumada a la presencia del ELN y disidencias de las FARC-EP al mando de 'Cabuyo', contra los cuales se realiza 2018 la Operación Aquiles y reforzada la Operación Agamenón, contra el Clan del Golfo, la Operación Esparta contra el GAO Los Pelusos, el ELN y GAO Los Rastrojos en el Catatumbo (Norte de Santander). Los Pelusos como se conoce a la disidencia del EPL, mantienen una guerra con el ELN desde 2018. Otras operaciones que se llevan a cabo son: Atalanta, Zeus, Atlas, Pedro Pascasio Martínez, José Inocencio Chincá, Francisco José de Caldas, Joaquín París Ricaurte, Juan José Rondón, Horus de la Libertad, Francisco de Paula Santander, José Prudencia Padilla y Antonio Ricaurte. El 3 de septiembre de 2018 abatido Marco Aurelio Neira 'Gallero' del GDO La Constru en Putumayo. El 28 de enero de 2019, fue capturado Reinaldo Peñaranda 'Pepe', y el 26 de septiembre abatido Luis Antonio Quiceno 'Pacora' de Los Pelusos en Sardinata, Norte de Santander El 17 de junio de abatido en la Sierra Nevada Jesús María Aguirre 'Chucho Mercancía' del GDO Clan Pachencha.  El 1 de enero de 2020 toma de Bojayá (Chocó) por las Autodefensas Gaitanistas o Clan del Golfo en combates con el ELN y las Fuerzas Militares En noviembre de 2020 es abatido Emiliano Alcides Osorio 'Caín' de Los Caparrapos, quedando desmantelada en 2021 con la muerte de Robinson Gil Tapias, 'Flechas'. En febrero de 2021 fue abatido 'Marihuano' del Clan del Golfo. Continúan los enfrentamientos y operaciones de la Fuerza Pública y entre estos grupos y las Disidencias de las FARC-EP con masacres, y 'Plan pistola' contra la Policía Nacional. La Fuerza Pública en sus operaciones ha debilitado las estructuras del Clan del Golfo y otros GAO. Capturado Dairo Antonio Úsuga David 'Otoniel', jefe máximo del Clan del Golfo el 23 de octubre de 2021. Extraditado Otoniel en mayo de 2022, generando un Paro Armado por el Clan del Golfo en 11 departamentos. Plan Pistola contra la Policía Nacional por el Clan del Golfo: 36 olicías muertos.

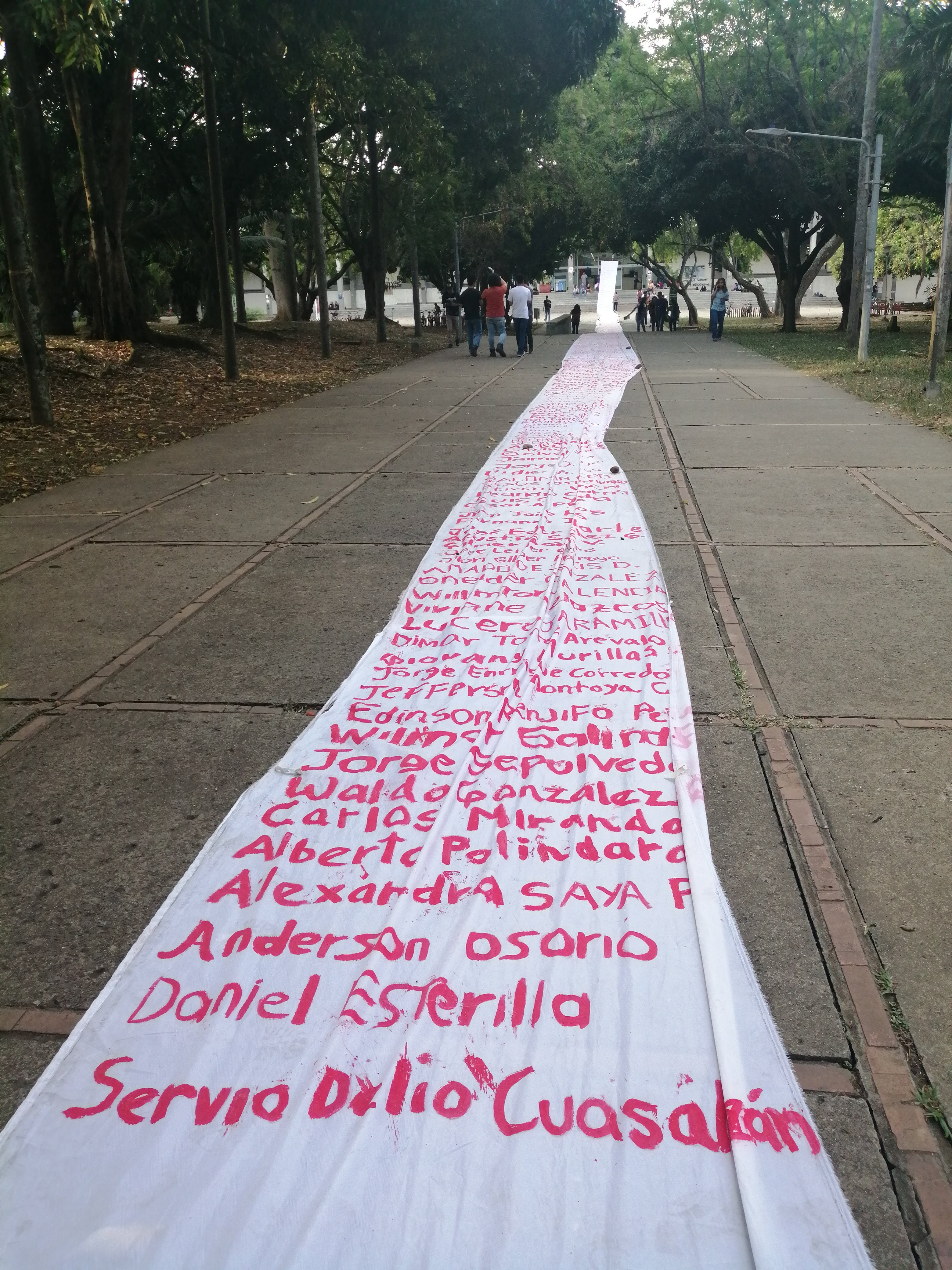
Homenaje a los Líderes sociales asesinados en Colombia.

### Asesinato de líderes sociales,  excombatientes de las FARC-EP y masacres
Desde el 1 de enero de 2016 ha habido un aumento de la violencia contra líderes sociales, defensores de Derechos Humanos, indígenas y excombatientes de las FARC-EP luego de la firma de los Acuerdos de Paz quienes, según el Instituto de Estudios para el Desarrollo y la Paz (Indepaz), han sido asesinados por estructuras criminales organizadas y con conductas que se oponen a la implementación de los acuerdos de paz, a la restitución de las tierras, a la defensa de los Derechos Humanos, del medio ambiente recurriendo a la violencia armada y a la estigmatización. En hechos ocurridos en 29 de los 33 departamentos del país. Indepaz ha contabilizado un total de 837 asesinatos, hasta mayo de 2019, (702 líderes sociales y defensores de Derechos Humanos y 135 excombatientes de las FARC-EP). De los 702 líderes asesinados, 170 eran líderes campesinos y 146 líderes indígenas.  En 2020 fueron asesinados más de 300 líderes sociales y en 2021 fueron 171 líderes asesinados. La violencia contra los excombatientes de las FARC-EP se hace extensiva a sus familiares, siendo asesinados 252 de estos desde la firma de los acuerdos de paz, hasta enero de 2021. Se registran 91 masacres en 2020, y 96 en 2021 por parte de los distintos grupos armados en todo el país.

### Paros Nacionales y protestas
El Paro Nacional iniciado el 21 de noviembre de 2019 por sindicales obreras, docentes, estudiantes universitarios, campesinos, comunidades indígenas y diferentes grupos sociales. Apoyado y con participación de personalidades del país. Con marchas y protestas en el país y el exterior, rechazando las medidas económicas del gobierno, el asesinato de líderes sociales, los incumplimientos a los acuerdos de paz y exigiendo una mesa de concertación o renuncia del gobierno, con jornadas nacionales de cacerolazos, manifestaciones artísticas, presentándose disturbios, enfrentamientos entre manifestantes y policías, dejando al menos 17 muertos (como el asesinato de Dilan Cruz por parte del ESMAD). El gobierno respondió decretando toques de queda en Bogotá y Cali y militarizando las ciudades. Las protestas tuvieron un receso a finales de diciembre por las festividades de fin de año. El 21 de enero de 2020 nueva jornada de marchas y cacerolazos en todo el país, el cronograma del Paro Nacional para el 2020 cronograma que se suspendió desde marzo por la cuarentena por pandemia mundial de coronavirus. Las protestas en septiembre de 2020 contra la brutalidad policial en todo el país, dejando 13 muertos en Bogotá, en octubre la Minga del Suroccidente Colombiano, jornada de conmemoración del Paro Nacional. y Peregrinación por la vida y por la paz realizada por excombatientes de las FARC-EP. Las causas que originaron el Paro Nacional se han agravado y persisten los asesinatos y las masacres en Colombia.
Desde el 28 de abril de 2021 se realiza un nuevo Paro Nacional indefinido, logrando el hundimiento de la reforma tributaria (llamada por el gobierno como Ley de Solidaridad Sostenible) radicada en el Congreso,  salarios mínimos y nuevos impuestos y peajes. Rechazo a las políticas de Duque frente al  Covid-19, al asesinato de líderes sociales y excombatientes, el incumplimiento de los acuerdos de paz, las masacres, el aumento de la pobreza en el país, los gastos como la adquisición de tanquetas y mejoras de las mismas para el Escuadrón Móvil Antidisturbios, de aviones de combate  y el aumento de la corrupción. Durante el gobierno de Iván Duque el Paro Nacional se desarrolló con movilizaciones, bloqueos manifestaciones artísticas, derribo de monumentos, disturbios, y enfrentamientos dejando más de 70 muertos y miles de heridos. Se han presentado casos de brutalidad policial, paramilitarismo y visita de la Corte Interamericana de Derechos Humanos (CIDH), donde esta declaró que el gobierno no había cumplido con los derechos de los manifestantes.

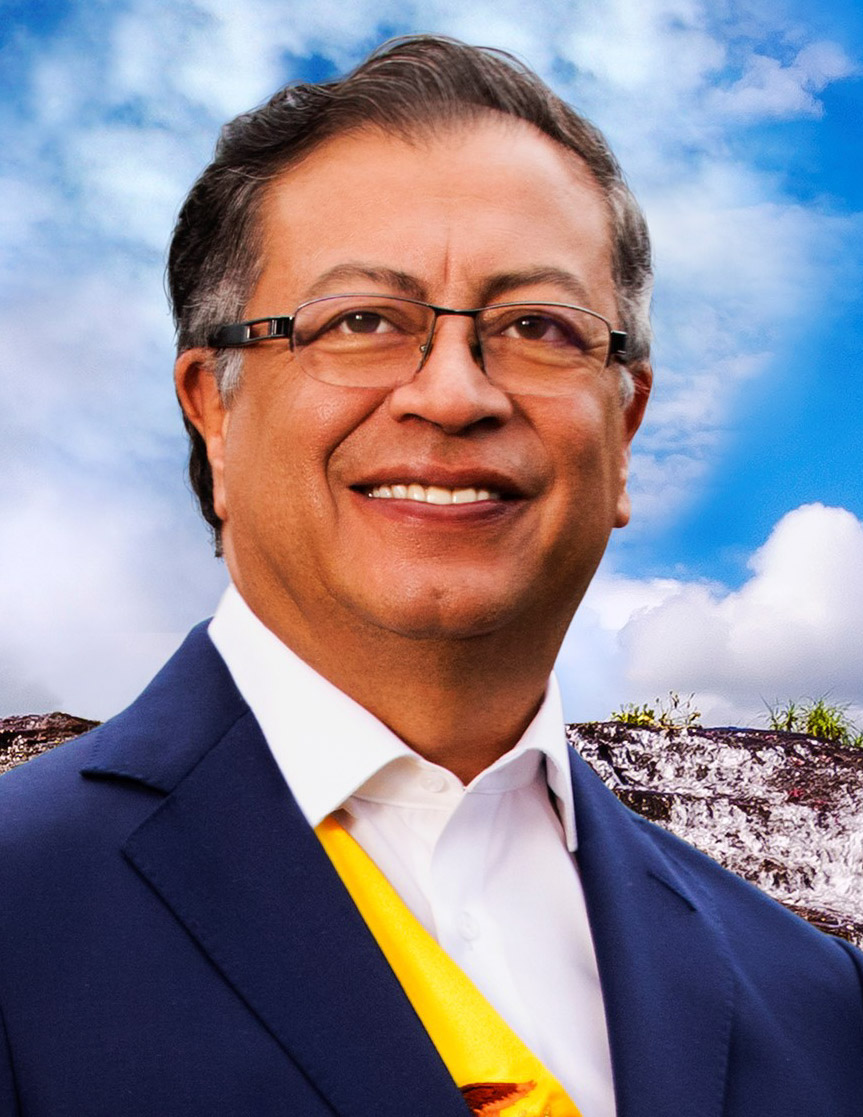
Gustavo Petro Urrego, presidente de Colombia entre 2022-2026

## Gobierno de Gustavo Petro (2022-2030)
Elegido Gustavo Petro Urrego, senador, político y exguerrillero del Movimiento 19 de abril (M-19), mayor opositor durante el gobierno de Iván Duque, gana en segunda vuelta las elecciones de 2022 apoyado por la coalición de partidos de izquierda llamada Pacto Histórico, siendo la primera vez en la historia de Colombia que esta fuerza política gobierna el país. Apoyado por un grupo considerable en el Congreso, obtenido durante las elecciones legislativas de 2022, presenta la propuesta de Paz Total hacia los grupos en armas, teniendo como primer resultado que varios de estos han cesado sus acciones en espera de conversaciones con el gobierno Petro, disminuyendo desde el inicio de su gobierno los ataques contra la Fuerza Pública y los civiles. También presentó una serie de reformas a la Fuerza Pública para convertirlas en fuerzas de paz; entre ellas, que la Policía Nacional salga del Ministerio de Defensa. Se cambió el nombre del Escuadrón Movil Anti-Disturbios ESMAD) a la Unidad de Diálogo y Mantenimiento del Orden (UNDMO). La Fuerza Aérea Colombiana pasó a ser la Fuerza Aeroespacial Colombiana. Se establece la gratuidad en los programas de pregrado de las Escuelas de Formación de la Fuerza Pública.

### Conflictos en regiones
Se han presentado enfrentamientos entre el Clan del Golfo, Disidencias de las FARC-EP, ELN y la Fuerza Pública, presentándose hechos de violencia como atentados, masacresy ataques a la Fuerza Pública principalmente y con acciones como  en Norte de Santander (ataque al Ejército Nacional, ataques en el Catatumbo), Cauca, Chocó, Arauca (atentado en Arauca de 2024), Antioquia (ataque en Antioquia de 2024,  atentado con burro-bomba), Nariño, Valle del Cauca, Magdalena, Bolívar, Putumayo, Huila (Ataque a la Policía Nacional, atentado a la estación de Policía de La Plata) Guaviare (Emboscada en San José del Guaviare) y otras regiones.
Sin embargo, muchas de ellas son ataques entre grupos criminales por el control de actividades ilegales (narcotráfico, minería ilegal y extorsión) en sus zonas de influencia.

### Diálogos de paz y conflicto con el ELN
El gobierno de Gustavo Petro reinicia en noviembre los diálogos con el ELN retomando la agenda pactada en el periodo de Juan Manuel Santos. El 31 de diciembre de 2022 el presidente Petro anuncia un cese al fuego bilateral entre el gobierno de Colombia y cinco grupos armados ilegales (ELN, Disidencias de las FARC-EP, las facciones de alias Iván Mordisco y alias Iván Márquez, Clan del Golfo y Los Pachenca). En julio de 2023, se anuncia la supuesta muerte de Iván Márquez, comandante de la Segunda Marquetalia.
A pesar de los diálogos de paz el ELN continua con acciones armadas como el Ataque en Norte de Santander en marzo de 2023, el secuestro del padre del futbolista Luis Díaz entre otras acciones armadas, como ataques, secuestros, atentados a oleoductos, entre otras.
En enero de 2025 se rompen los diálogos con el gobierno de Gustavo Petro con el ELN por crímenes de guerra durante los Ataques en el Catatumbo y enfrentamientos del ELN con las disidencias de las FARC-EP. Generando entre 60 y 80 muertos y más de 38.000 desplazados.Se reactivaron las órdenes de captura de 31 miembros del ELN. En Bolívar se registran enfrentamientos entre el ELN y el Clan del Golfo.
En Choco la guerra entre el ELN y el Clan del Golfo ha generado muertes, desplazamientos, paros armados y combates.
En abril de 2025, se desmoviliza la disidencia del ELN del Frente Comuneros del Sur en Nariño.

### Diálogos de paz y conflicto con las Disidencias de las FARC-EP
Se han desarrollado diálogos con diferentes facciones de las Disidencias de las FARC-EP como la Segunda Marquetalia y el Estado Mayor Central. A pesar de los diálogos las Disidencias continúan con acciones armadas como ataques, secuestros, combates entre otras.
En Cauca las Fuerzas Militares han realizado operaciones militares contra las Disidencias de las FARC-EP como las Operaciones Trueno y Perseo. En Valle del Cauca la Operación Xamundi.
Se presentan ataques de las disidencias de las FARC-EP bajo el mando de Iván Mordisco en Cauca.
En Nariño con la presencia de cinco grupos: el ELN, las disidencias de las FARC-EP, el bloque Alfonso Cano de la Segunda Marquetalia, los Comuneros del Sur (disidencias del ELN) y el Clan del Golfo.
| Previo                                               | Conflicto armado interno de Colombia entre 2002-2010 |
| ---------------------------------------------------- | ---------------------------------------------------- |
| Conflicto armado interno de Colombia entre 2010-2018 | Conflicto armado interno de Colombia entre 2002-2010 |